# Genussa canescens
Genussa canescens är en fjärilsart som beskrevs av Francis Walker 1865.
Genussa canescens ingår i släktet Genussa och familjen mätare. Inga underarter finns listade i Catalogue of Life.